# Decatur (Missisipi)
Decatur – miasto w Stanach Zjednoczonych, w stanie Missisipi, siedziba administracyjna hrabstwa Newton.